# Pellio Intelvi

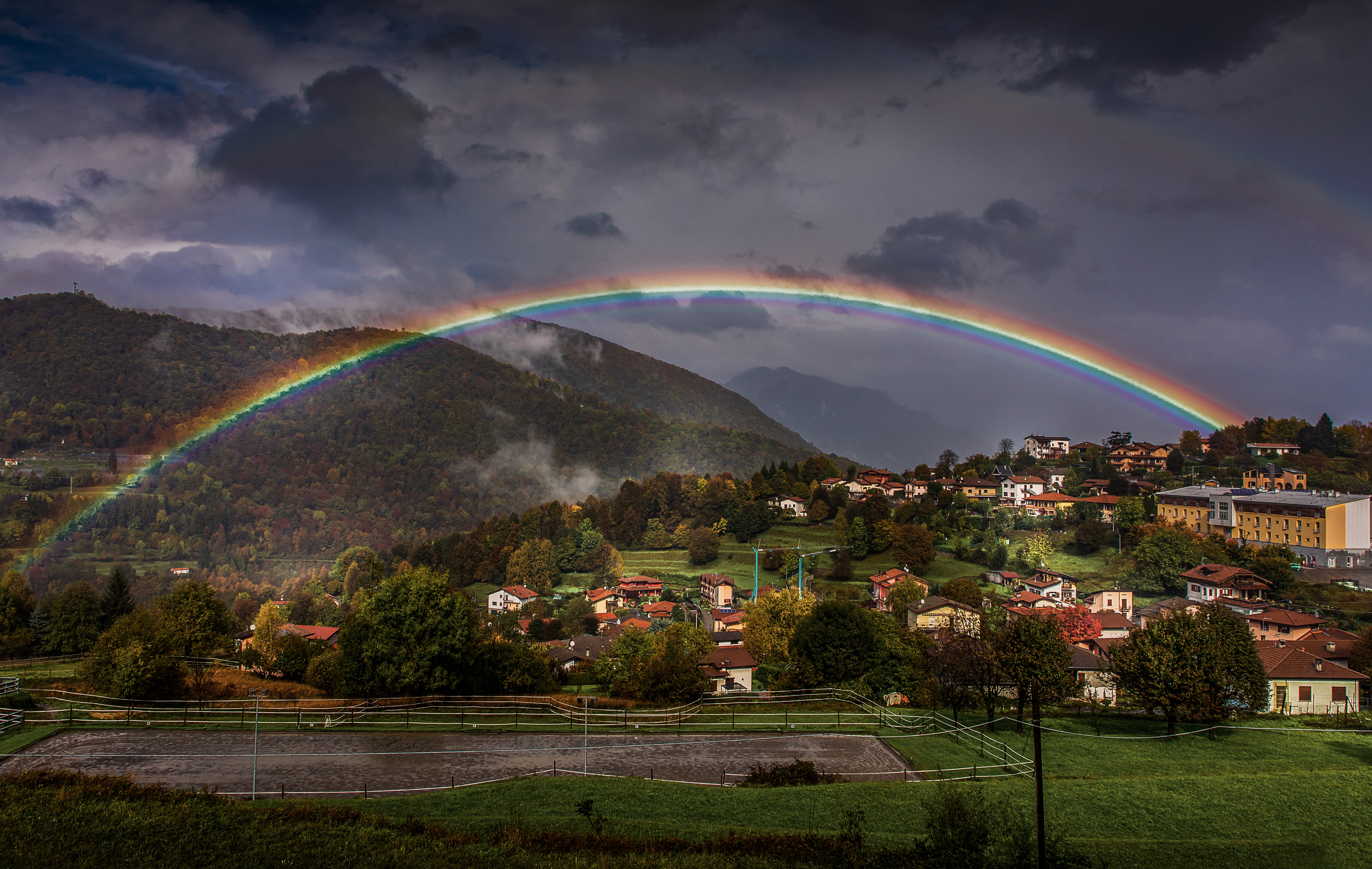
Pellio Superiore

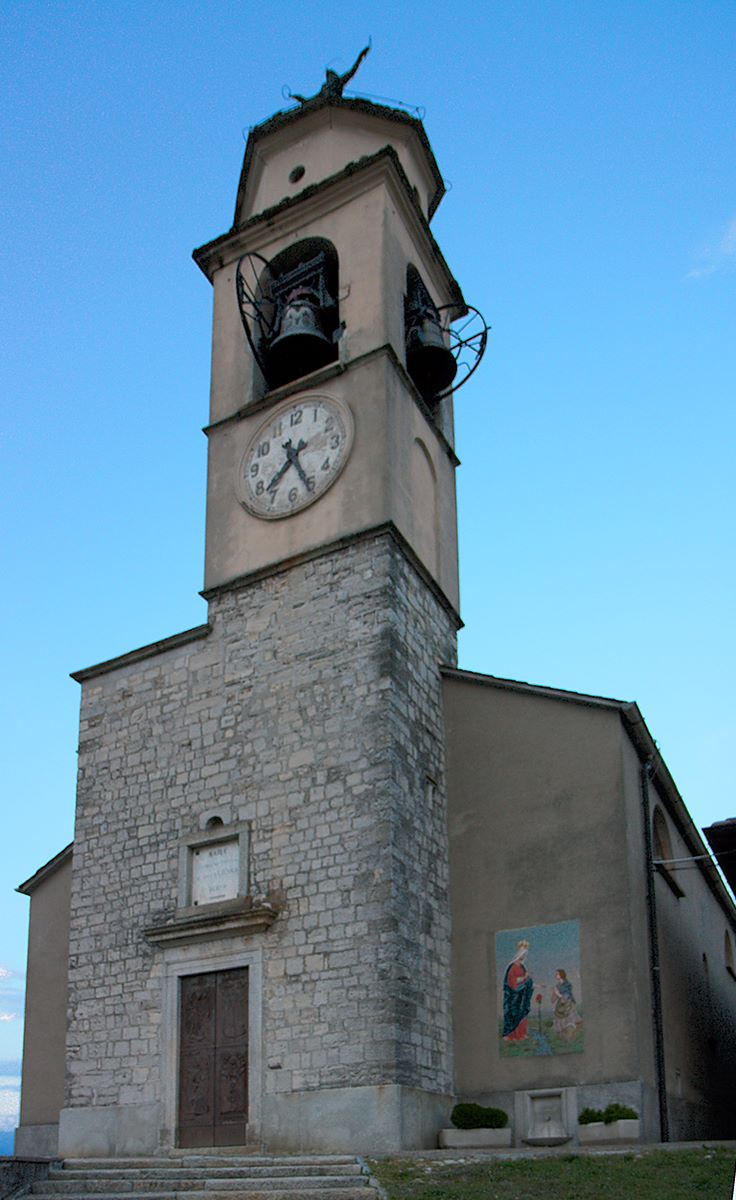
Pfarrkirche San Giorgio

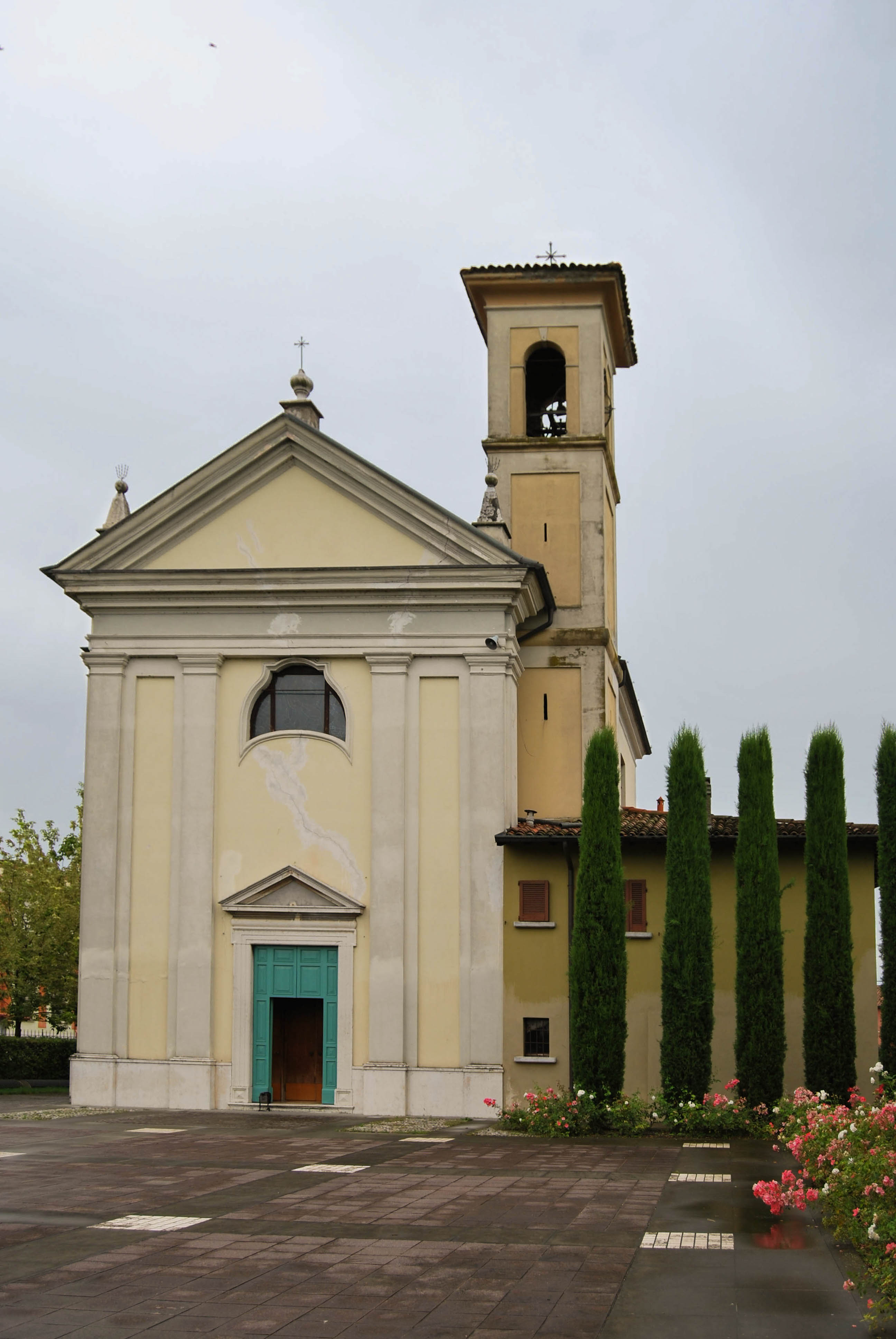
Pellio Superiore, Kirche Madonna del Boschetto

Pellio Intelvi ist eine Fraktion der italienischen Gemeinde (comune) Alta Valle Intelvi. Bis 2016 bildete sie eine eigenständige Gemeinde in der Provinz Como in der Lombardei.

## Geographie
Der Ort liegt etwa 18,5 Kilometer nördlich von Como an der Schweizer Grenze zum Kanton Tessin. Der Luganersee liegt wenige Kilometer westlich.

## Geschichte
Am 1. Januar 2017 schloss sich Pellio Intelvi mit den Gemeinden Lanzo d’Intelvi und Ramponio Verna zur neuen Gemeinde Alta Valle Intelvi zusammen. Zur Gemeinde Pellio Intelvi gehörten die Fraktionen Pellio Inferiore und Pellio Superiore. Nachbargemeinden waren Arogno und Rovio (Kanton Tessin, Schweiz) sowie die italienischen Gemeinden Laino, Lanzo d’Intelvi, Ramponio Verna und San Fedele Intelvi.

## Bevölkerung
| Bevölkerungsentwicklung' | Bevölkerungsentwicklung' | Bevölkerungsentwicklung' | Bevölkerungsentwicklung' | Bevölkerungsentwicklung' | Bevölkerungsentwicklung' | Bevölkerungsentwicklung' | Bevölkerungsentwicklung' | Bevölkerungsentwicklung' | Bevölkerungsentwicklung' | Bevölkerungsentwicklung' | Bevölkerungsentwicklung' | Bevölkerungsentwicklung' | Bevölkerungsentwicklung' | Bevölkerungsentwicklung' |
| ------------------------ | ------------------------ | ------------------------ | ------------------------ | ------------------------ | ------------------------ | ------------------------ | ------------------------ | ------------------------ | ------------------------ | ------------------------ | ------------------------ | ------------------------ | ------------------------ | ------------------------ |
| Jahr                     | 1861                     | 1871                     | 1881                     | 1901                     | 1911                     | 1931                     | 1951                     | 1971                     | 1991                     | 2001                     | 2011                     | 2013                     | 2016                     |                          |
| Einwohner                | 780                      | 738                      | 755                      | 806                      | 1018                     | 893                      | 796                      | 786                      | 695                      | 871                      | 1004                     | 1016                     | 966                      |                          |
| Quelle: ISTAT            |                          |                          |                          |                          |                          |                          |                          |                          |                          |                          |                          |                          |                          |                          |

## Sehenswürdigkeiten
- Pfarrkirche San Giorgio ist bereits 1186  bezeugt und enthält ein Gemälde von Giovanni Andrea de Magistris. Die als romanische Kirche erbaute Kirche wurde 1772 und 1830 umgebaut. Von der ursprünglichen Struktur sind nur noch der Fassade und einige kleine Hängebögen an den äußeren Seitenwänden auf der rechten Seite erhalten. Im Inneren befinden sich ein Tabernakel aus der Schule der Rodari-Bildhauer und Gemälde aus dem 16. Jahrhundert, von denen einige Carlo Innocenzo Carlone zugeschrieben werden. Ein Fresko mit einer Geburtsdarstellung stammt aus dem 16. Jahrhundert. Die im Rokokostil dekorierte Sakristei wurde von Pietro Molciani (1769) mit Fresken bemalt; diese Fresken stellen einige Szenen aus dem Leben des Titularheiligen der Kirche dar. Die Kirche ist auch ein Heiligtum, das der Madonna von Caravaggio gewidmet ist.[1]
- Kirche Santa Maria in Pellio Superiore, dem Ergebnis einer Umgestaltung eines früheren religiösen Gebäudes aus dem 18. Jahrhundert. Im Inneren der Kirche sind Reste von Fresken aus dem 15. und 16. Jahrhundert zu sehen.[2]
- Kirche San Michele wurde 1610 geweiht, war aber im Laufe der Jahrhunderte zahlreichen Eingriffen ausgesetzt. Im Inneren der Kirche befindet sich neben einem Triumph des Heiligen Michael von Carlo Scotti und einer Darstellung im Tempel, die Carlo Innocenzo Carlone zugeschrieben wird, ein Antependium in Stuckmarmor#Scagliola von Ercole Ferrata. Derselbe Bildhauer war auch für die Verkleidung des Taufbeckens verantwortlich. Paolo Caprani war der Autor der Kanzel, während Giosuè Scotti die Fresken im Gewölbe malte. In der Kirche befindet sich auch ein Tabernakel aus dem 16. Jahrhundert. Hier feiert mann 40 Tage nach Weihnachten das liturgische Fest der Darstellung Jesu im Tempel, von dem im Lukasevangelium (2,22-40) berichtet wird und das im Volksmund Candelora genannt wird, weil wir an diesem Tag Kerzen segnen, das Symbol für Christus, das Licht der Welt.[3][4]
- Oratorium del Garello (17. Jh.), wegen seiner Nähe zum Bach Telo auch Santa Maria al fiume genannt, in dem Giovanni Battista Barberini die Stuckverzierungen des Presbyteriums und der dem heiligen Karl Borromäus geweihten Kapelle ausführte. Die kleine Statue an der Fassade des Oratoriums, die Jesus in Begleitung von Maria (Mutter Jesu) darstellt, kann an Ercole Ferrata zugeschrieben werden.[5]
- Villa calvi auch Wohnhaus Corti genannt ist eine Residenz aus dem 17. Jahrhundert.[6]
- Casa Manzoni in Pellio Superiore hat einen mit Stuck verzierten Saal.
- Ebenfalls in Pellio Superiore befindet sich die Casa Molciani Bruni mit Fresken.
- Palazzo Ferrata, im historischen Zentrum von Pellio Inferiore, wo Ercole Ferrata die erste Apotheke im Val d’Intelvi eröffnete.
- Casa De Aria ebenfalls in Pellio Inferiore, auch bekannt als del Bavé, das sich durch seine Eingangstür auszeichnet.
- Überreste einer Burg.